# Старая Сёдра-Осумская кирха
Старая Сёдра-Осумская кирха (швед. Södra Åsums gamla kyrka) — лютеранский храм в Сёдра-Осуме, в коммуне Шёбу в лене Сконе. Является храмом церковного прихода Шёбу епархии Лунда Шведской Церкви. Храм основан в XII веке. Памятник культуры Швеции.
Предположительно, до возведения каменной церкви в Сёдра-Осуме уже была деревянная церковь, стоявшая у берега реки. Старая церковь в романском стиле была построена здесь в конце XII века. Первоначально церковное здание состояло из нефа без свода и алтаря с апсидой. Последняя была украшена фресками кисти неизвестного византийского мастера; на них изображён Христос во славе, восседающий на радуге внутри мандорлы, а вокруг фигуры четырёх евангелистов. В XIV веке алтарная арка была расписана Мастером из Снорестада. В XV веке хоры украсили фрески работы Мастера из Эверлёва.  
В том же XV веке к храму пристроили на западе колокольню, а на юге церковное крыльцо. В 1760-х годах двускатная колокольня была перестроена. К концу XIX века церковь уже не вмещала всех прихожан. К тому же само здание нуждалось в серьёзном ремонте. С 1902 по 1946 года храм был закрыт. Богослужения проводились в новой кирхе. Однако усилиями энтузиастов церковь удалось спасти от окончательно разрушения. В храме были проведены ремонтные работы. После открытия в 1946 году, богослужения в церкви проходят на Рождество и в летний период.
Церковные интерьеры включают скамью для новобрачных 1723 года, с надписью на обратной стороне — цитатой из библейской книги Товита. В прежние времена жених и невеста сидели на этой скамье во время богослужения и причастия. Самым древним предметом в храме является купель для крещения XII века с листьями пальметты, выполненная группой Хюллие. Алтарный образ изготовленный, предположительно, в 1731 году, был подарен приходу в 1825 году бароном Карлом Эмилем Рамелем. Церковные скамейки XVIII века были немного расширены во время ремонта в 1947 году. В первом ряду находится кресло звонаря, откуда последний руководил пением до того, как в церкви был установлен орган. Старую кафедру перенесли в новую церковь, а на её месте установили кафедру, переданную из кирхи в Тоттарпе. Также старый средневековый колокол был передан новому храму, а прежнему оставили его копию. Надгробия в полу церкви относятся к XVI веку.
В XIX веке в храме установили орган, построенный в 1854 году мастером Свеном Фогельбергом из Лунда. Новый механический орган под старым корпусом был установлен в 1970 году мастером Нильсом Хаммарбергом из Гётеборга.